# Чэнь Цзин (волейболистка)
Чэнь Цзин (кит. 陈静, англ. Chen Jing; р. 3 сентября 1975, Чэнду, провинция Сычуань, Китай) — китайская волейболистка, центральная блокирующая. Чемпионка летних Олимпийских игр 2004 года.

## Биография
Волейболом Чэнь Цзин начала заниматься в 1990 году в родном городе Чэнду в молодёжной команде клуба «Сычуань». С 1992 на протяжении своей 20-летней игровой карьеры выступала за основную клубную команду в чемпионатах Китая.
В 1999 Чэнь Цзин была включена в сборную страны и в своём дебютном сезоне в ней стала бронзовым призёром Гран-при, чемпионкой Азии, а также приняла участие в розыгрыше Кубка мира. В 2000 волейболистка выступала на Олимпиаде в Сидней, где со своей национальной командой выбыла из борьбы за награды уже на стадии четвертьфинала. После этой олимпийской неудачи новый главный тренер сборной Чэнь Чжунхэ перекроил состав команды, но Чэнь Цзин это не коснулось и она продолжила выступать за китайскую сборную.
2003 год принёс команде Китая серьёзные успехи на мировой арене, в достижение которых внесла вклад и Чэнь Цзин, ставшая в том сезоне победителем сразу на трёх крупнейших соревнованиях — Гран-при, чемпионате Азии и Кубке мира.
2004 год для сборной Китая и Чэнь Цзин был ознаменован в первую очередь «золотом» олимпийского волейбольного турнира в Афинах. После крупнейшей в своей карьере победы 29-летняя волейболистка покинула национальную команду, но ещё 9 сезонов выступала на клубном уровне.
В августе 2013 года Чэнь Цзин объявила об окончании игровой карьеры.  

### Клубная карьера
- 1992—2013 —  «Сычуань» (Чэнду).

## Достижения

### Клубные
- бронзовый призёр чемпионата Китая 1999.

### Со сборной Китая
- Олимпийская чемпионка 2004.
- победитель розыгрыша Кубка мира 2003.
- победитель розыгрыша Всемирного Кубка чемпионов 2001.
- победитель Гран-при 2003;
  - двукратный серебряный (2001, 2002) и бронзовый (1999) призёр Гран-при.
- чемпионка Азиатских игр 2002.
- двукратная чемпионка Азии — 1999, 2003.